# Монти, Сильвия
Сильвия Монти (итал. Silvia Monti, Сильвия Корначчи; род. 23 января 1946 года, Венеция, Италия) — итальянская актриса. Стала известна благодаря роли Софии, сестры мафиози, в комедии 1969 года «Супермозг».
Завершила карьеру актрисы в 1974 году.
Замужем за предпринимателем Карло Де Бенедетти.

## Фильмография
| Год  |   | Русское название                                 | Оригинальное название                  | Роль                         |
| ---- | - | ------------------------------------------------ | -------------------------------------- | ---------------------------- |
| 1969 | ф | Фройлян Доктор                                   | Fräulein Doktor                        | Маргарита                    |
| 1969 | ф | Супермозг                                        | Le cerveau                             | София                        |
| 1969 | ф | Приходи как-нибудь вечером поужинать             | Metti, una sera a cena                 | актриса на пресс-конференции |
| 1969 | ф | Вы знаете, что Сталин сделал для женщин?         | Sai cosa faceva Stalin alle donne      | Мирта                        |
| 1970 | ф | Преступление дьявола                             | Le regine                              | Саманта                      |
| 1971 | ф | Чёрный день для Овна                             | Giornata nera per l'ariete             |                              |
| 1971 | ф | Чёрный корсар                                    | Il Corsaro nero                        | Изабель                      |
| 1971 | ф | Ящерица в женской коже                           | Lucertola con la pelle di donna, Una   | Дебора                       |
| 1971 | ф | Судья                                            | Le jug                                 | Кэт                          |
| 1971 | ф | Злые пальцы                                      | Giornata nera per l'ariete             | Элена                        |
| 1972 | ф | Леди Каролина Лэм                                | Lady Caroline                          | Мисс Милльбенк               |
| 1972 | ф | Сицилийская связь                                | Afyon oppio                            | Клауди                       |
| 1972 | ф | Запрещённые истории… без одежды                  | Racconti proibiti... di niente vestiti |                              |
| 1973 | ф | Это я!                                           | Sono stato io!                         |                              |
| 1973 | ф |                                                  | ¡Qué cosas tiene el amor!              |                              |
| 1973 | ф | Безжалостная рука закона                         | La mano spietata della legge           |                              |
| 1973 | ф |                                                  | Metti... che ti rompo il muso          |                              |
| 1974 | ф | Слуга                                            | Il domestico                           |                              |
| 1974 | ф | Милан: Клан калабрийцев                          | Milano: il clan dei Calabresi          |                              |
| 1974 | ф | Пока есть война, есть надежда (Торговцы смертью) | Finchè c’e' guerra c’e' speranza       | Сильвия                      |